# Himantolophus litoceras
Himantolophus litoceras är en fiskart som beskrevs av Stewart och Pietsch 2010. Himantolophus litoceras ingår i släktet Himantolophus och familjen Himantolophidae. Inga underarter finns listade i Catalogue of Life.